# Bomba de aceleración

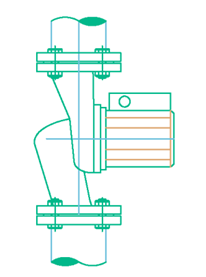
Bomba de aceleración o circulador

Las bombas de aceleración que se usan en circuitos cerrados como los de calefacción, se llaman también circuladores debido a que su función es hacer circular el agua venciendo las pérdidas de carga del circuito
Son bombas centrífugas de construcción monobloc, en las que están unidos el cuerpo de la bomba con el motor y con el eje común. Cuando el fluido que impulsan baña y llena el espacio que ocupa el rotor se dice que son autorrefrigeradas y pertenecen al tipo de rotor húmedo. En las bombas de rotor seco, los componentes que entran en contacto con el agua están separados del motor. La bomba dispone de sello o cierre mecánico y su eje se une con el del motor por medio de un acoplamiento. Son capaces de trasegar caudales mucho mayores que las de rotor húmedo.
Tanto unas como otras, generalmente, se montan instaladas sobre la propia tubería (in line), roscadas para diámetros pequeños y con bridas para diámetros desde 32 mm. Son muy silenciosas y apenas necesitan mantenimiento.

## Característica de la bomba
Las prestaciones de una bomba se pueden evidenciar mediante su curva característica, que es la relación entre su caudal y su altura de elevación. Su representación gráfica, o sea, el traslado de esta relación a un gráfico cartesiano, es la mejor forma de conocer qué altura manométrica se puede alcanzar con un determinado caudal o viceversa.

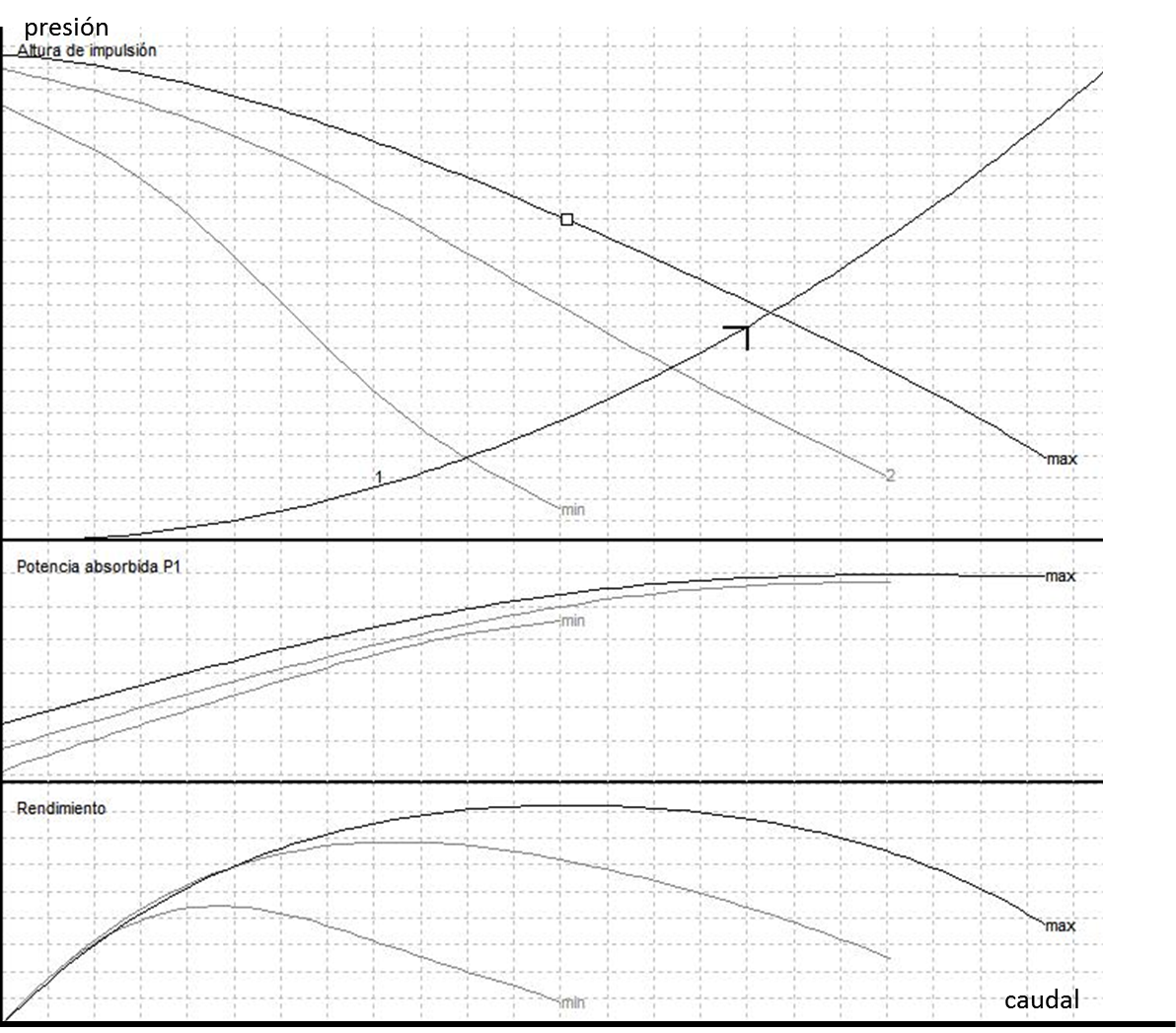
Curvas características de bomba de circulación

En el tercio superior de la imagen contigua, se ven las tres curvas caudal-presión (min, 2 y max) correspondientes a las tres velocidades de una bomba aceleradora para agua caliente de calefacción. En el tercio central se recogen las curvas de potencia absorbida, correspondientes a cada punto de trabajo, y en el inferior se representan las curvas de rendimiento para cada velocidad.
El cuadradito dibujado sobre la curva superior indica el punto de máximo rendimiento para esa velocidad de la bomba. El rendimiento indicado es el correspondiente al conjunto motor y bomba y puede ser muy variable; desde un 30 % para bombas pequeñas, con poca altura manométrica, hasta un 80 a 90 % para las bombas de gran caudal y presión.
Se observa también, que la presión disminuye al aumentar el caudal y que, por el contrario, el consumo aumenta. 
En todas las bombas se cumplen las siguientes leyes
- El caudal movido por la bomba es proporcional a su velocidad de giro, es decir, al número de revoluciones por minuto.
- La altura manométrica es proporcional al cuadrado de las r. p. m.
- El consumo de energía es proporcional al cubo de las r. p. m.

Si en una bomba se duplica el número de revoluciones por minuto, el caudal también se doblará, la altura manométrica se multiplicará por 4 y la potencia absorbida se multiplicará por 8.
A tenor de las características del circuito, la bomba da un caudal que junto con la pérdida de carga que éste produce, determinan un punto que está siempre sobre su curva característica. Si la pérdida de carga es alta, el caudal mínimo viene determinado por la construcción de la bomba y por la energía generada. La energía no consumida en el transporte produce un sobrecalentamiento del cuerpo de la bomba que puede resultar peligroso.
Cuando la pérdida de carga del circuito es baja respecto a la altura manométrica de la bomba, el caudal aumenta hasta un máximo. Como la potencia absorbida aumenta con el caudal se produce una sobrecarga en el motor, que puede llegar a quemarse si el automático de protección térmica no salta.
Esta circunstancia puede ser más acusada cuando se ha seleccionado una bomba con característica plana.
Las bombas pueden tener una curva característica inclinada o plana. Cuando la curva es inclinada, las variaciones de caudal producen una variación importante de la altura manométrica. Por el contrario, si la curva es plana, es decir casi paralela al eje de abcisas, la altura manométrica varía muy poco, aún con variaciones importantes de caudal. En términos generales, con vistas al control de la instalación de calefacción a carga parcial, es conveniente seleccionar bombas con característica plana, ya que el cierre de las válvulas de regulación, no producirá grandes variaciones de presión diferencial a la entrada de los circuitos. Sin embargo, a los efectos citados anteriormente, si se ha sobrestimado la pérdida de carga de la instalación, sobre todo en el arranque, cuando todas las válvulas de regulación están abiertas, tenderá a dispararse el caudal, con más facilidad que si la curva fuese inclinada.

## El NPSH
Los circuladores o bombas para circuitos cerrados, suelen tener una presión de aspiración muy pequeña, sobre todo las de poca potencia. 

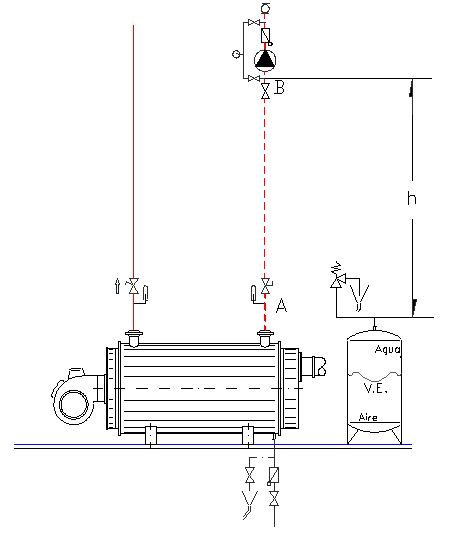
Punto de referencia y NPSH

Cuando la bomba está trabajando, el giro del rodete expulsa el agua hacia la sección de descarga, formándose una presión negativa en el lado de aspiración que disminuye la presión aplicada. Si la presión resultante es inferior a la presión de vaporización del líquido bombeado, se forman burbujas de vapor que implosionan por el aumento de presión en el cuerpo de bomba, lo que se conoce como cavitación. Una bomba sometida a estas condiciones se deteriora muy rápidamente.
En las bombas de circuito abierto el NPSH tiene un matiz distinto, que es el de altura de aspiración neta positiva y se podría definir como lo que le falta a la bomba para conseguir un vacío completo o para aspirar una columna de 10,33 metros de altura, al nivel del mar. La altura de aspiración de una bomba o presión negativa que es capaz de crear, se determina restando de la presión atmosférica (1,013 bar o 10,33 m.c.a.) la presión de vapor del líquido, las pérdidas de carga de la válvula de pie y de la tubería de aspiración, y el NPSH.
Los circuladores trabajan siempre en carga, es decir, la presión a la entrada de la bomba siempre es positiva. El NPSH que da el fabricante es el mínimo necesario, para evitar la cavitación.
Para evitarla, la presión absoluta aplicada a la entrada de la bomba debe ser superior a la presión de vaporización. La diferencia entre ambas presiones lleva el nombre de factor NPSH (Net Positive Suction Head).
En un circuito cerrado hidráulico la presión estática en cada punto varía en función de la altura con respecto al punto de referencia, de la altura manométrica de la bomba, de las pérdidas de carga y de la densidad del agua, variable con la temperatura. Es necesario verificar, por tanto, que la presión estática es suficiente en todos los puntos, sobre todo a la entrada de las bombas y de las válvulas de regulación.
El valor del NPSH debe ser el correspondiente al caudal máximo previsible.
El cálculo de la presión mínima necesaria a la entrada de una bomba, se hace a partir del teorema de Bernoulli. La presión de llenado o presión a la entrada del vaso de expansión habrá de ser:
{\displaystyle {\frac {p}{\rho g}}>NPSH-\left({\frac {p_{atm}-p_{vapor}}{\rho g}}\right)+h+\Delta p_{AB}}
{\displaystyle \Delta p_{AB}} es la pérdida de carga en metros desde A hasta B.

## Selección de la bomba

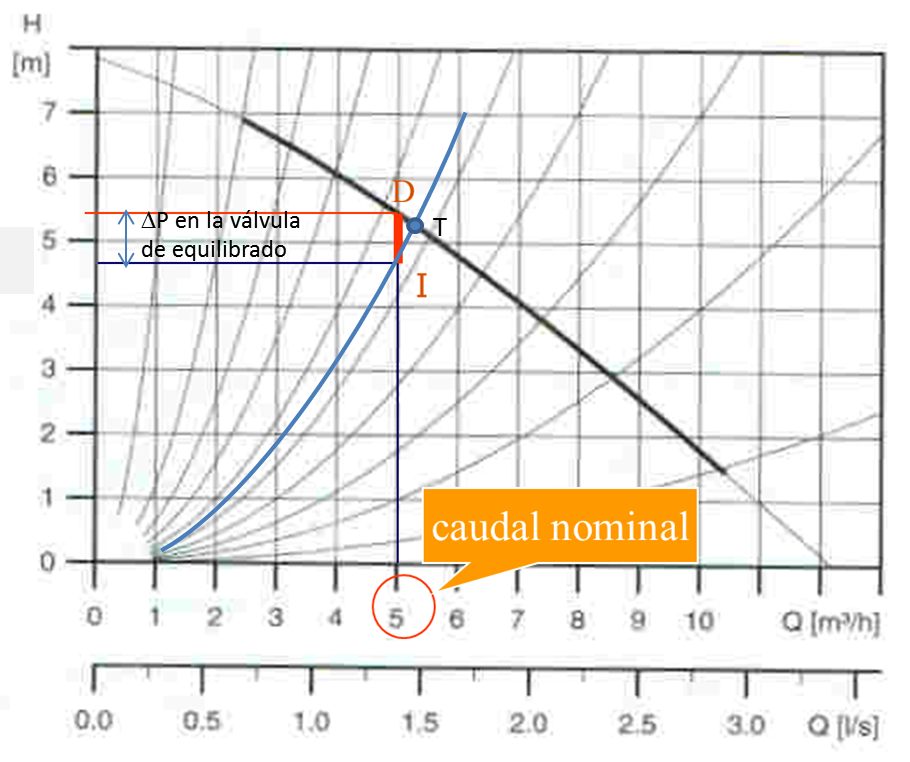
Punto de trabajo y ajuste del caudal de la bomba

Dos datos son los que permiten seleccionar la bomba adecuada: el primero es el caudal, obtenido como cociente entre la potencia total instalada en Kcal/h y el salto térmico elegido. El otro dato es la altura manométrica de la bomba, que habrá de ser igual a la pérdida de carga del circuito más desfavorable.
Estos dos valores determinan un punto (I) sobre el diagrama caudal-presión utilizado para representar la curva característica. Este punto pertenece a la instalación. Se pueden encontrar más puntos de la instalación si se calculan las pérdidas de carga correspondientes a diferentes caudales, circulando por la distribución de tubería, tal y como esté configurada. Todos esos puntos determinan una línea que es la curva resistente de la instalación y que pasará por el origen de coordenadas, ya que evidentemente, para caudal cero, la pérdida de carga será cero. Dicha línea queda interpolada entre las curvas tipo que se indican en el diagrama
La intersección de esta curva con la característica de la bomba señalará el punto  (T) llamado punto de trabajo de la bomba, que corresponde a un caudal mayor del previsto.Si se quiere conseguir el caudal nominal calculado, habrá que prever una válvula de equilibrado que incremente la pérdida de carga del circuito hasta el punto (D), que es la altura manométrica que da la bomba para el caudal nominal.

## Acoplamiento de bombas

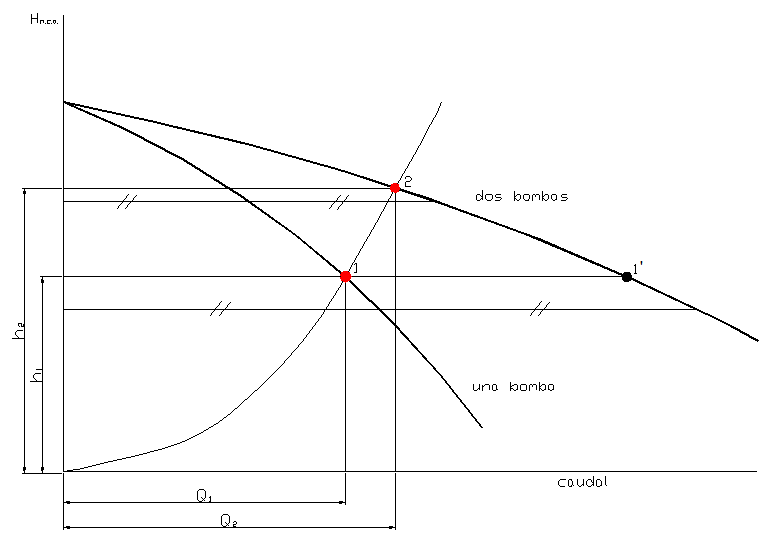
Acoplamiento de bombas en paralelo

### En paralelo
Cuando dos bombas iguales se conectan en paralelo, el caudal se duplica para la misma altura manométrica.
Si la curva característica de cada bomba es la indicada en la figura,la correspondiente al funcionamiento de las dos bombas simultáneamente, será la 2, obtenida duplicando el caudal para cada altura manométrica. Sin embargo, si para una determinada instalación, el punto de trabajo, funcionando una sola bomba, es el 1, cuando funcionen las dos juntas obtendremos el punto 2, es decir, aumentarán ligeramente el caudal y la altura manométrica. De ninguna manera se obtendrá el punto 1’.
No tiene mucho sentido, por tanto, instalar bombas en paralelo, salvo como reserva, en cuyo caso funcionarán separadamente. Para instalaciones de caudal variable, actualmente es preferible utilizar bombas con regulación electrónica con las que se obtiene un mejor control de la instalación y se evita el control de conexión de las bombas, que siempre es problemático, sobre todo si se hace en función de la presión.
Es preferible evitar el acoplamiento en paralelo de bombas distintas, ya que en el mejor de los casos funcionan en un punto muy alejado de sus zonas de rendimiento óptimo y también puede que se produzca circulación inversa en la bomba menor. 

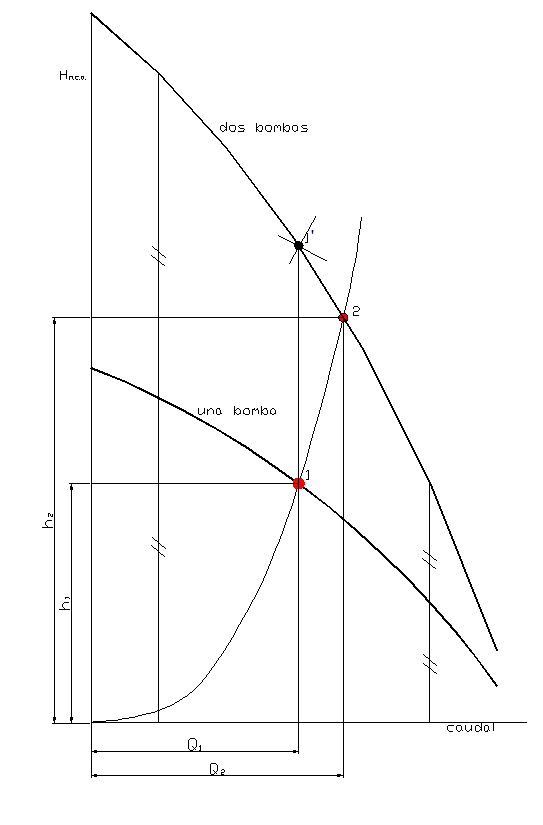
Acoplamiento de bombas en serie

### En serie
Cuando se acoplan en serie dos bombas iguales, la curva característica se obtiene duplicando la altura manométrica para cada caudal. Sin embargo,si para una instalación determinada representada por su curva característica, el punto de trabajo con una sola bomba es el 1, con dos bombas no será el 1’, sino el 2, con lo cual aumenta sustancialmente la altura manométrica y algo el caudal.
Cuando se van a instalar bombas en serie, se deben seleccionar con una característica plana, para evitar que la resultante del acoplamiento sea muy inclinada, como ocurre en la figura, lo cual produce grandes variaciones de presión diferencial al variar la carga, como se dijo más arriba.
El acoplamiento en serie de bombas, sí tiene aplicaciones; para sobrepresionar o para garantizar un caudal constante en determinados circuitos. Sin embargo, en muchos casos, las bombas acopladas en serie originan problemas difíciles de controlar, por lo que es una buena práctica establecer un conducto de baipás entre ellas que elimina las interferencias.

### Bombas de caudal variable
Actualmente existen bombas electrónicas de caudal variable por variación de la frecuencia, lo que implica una variación de la velocidad de giro. Se utilizan en instalaciones en las que la potencia suministrada por los elementos terminales se controla mediante válvulas automáticas de dos vías. Al ir cerrando las válvulas, la bomba disminuye su velocidad y por tanto su caudal. Normalmente permiten dos posibilidades de control; a presión variable y a presión constante.

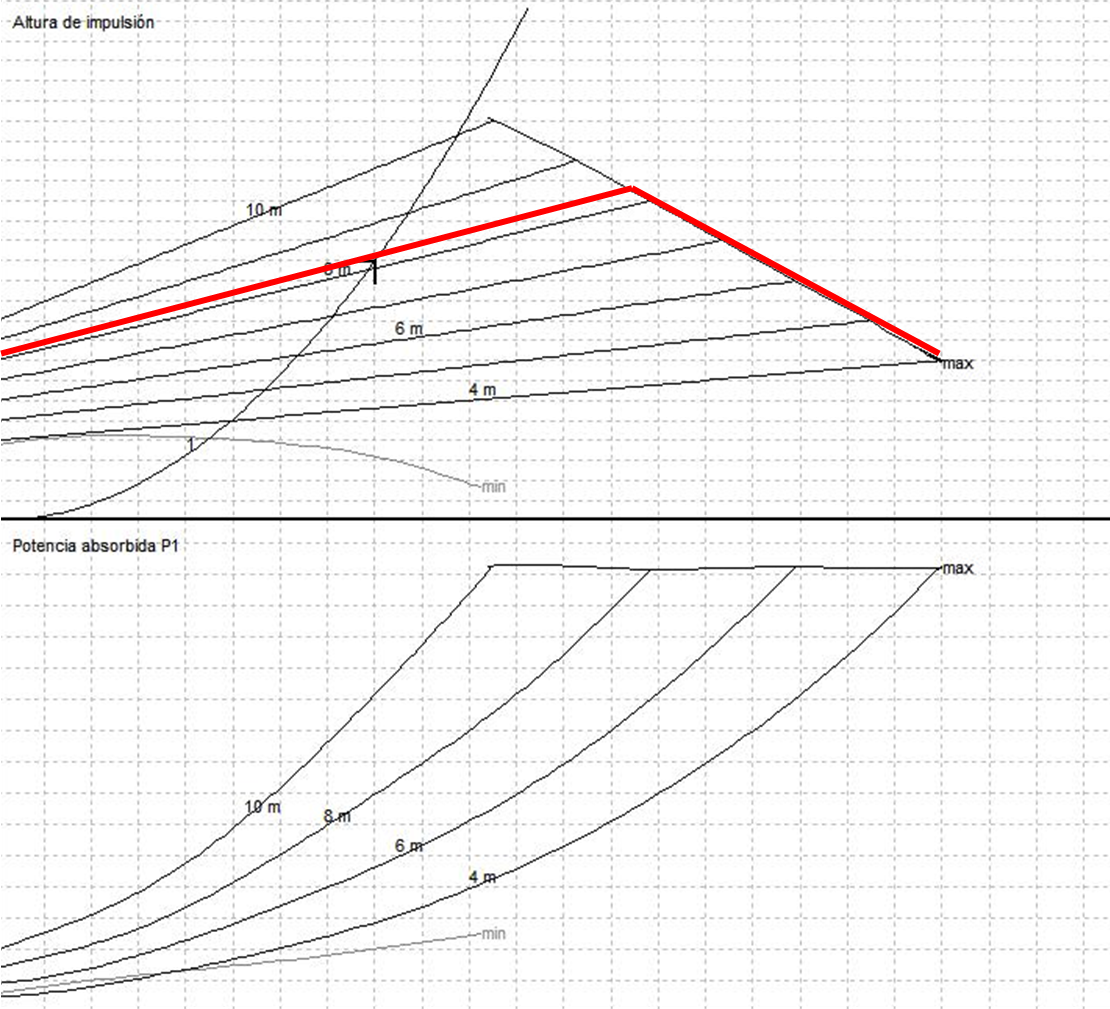
Bomba de caudal variable regulada con presión variable

En el primer caso el punto de trabajo encontrado para la instalación es el representado en la gráfica, la bomba trabajará sobre la línea inclinada marcada en rojo. A carga parcial, a medida que se van cerrando las válvulas automáticas de dos vías de la instalación, se necesita menos caudal y teóricamente menos altura manométrica. Teniendo en cuenta que el consumo de la bomba depende del producto caudal por altura manométrica, al disminuir ambos factores se reduce sensiblemente aquel, como puede apreciarse en las curvas de potencia absorbida del cuadro inferior.
Aparentemente, el beneficio proporcionado por una bomba de caudal variable es evidente, sin embargo debemos poner de manifiesto que cuando hemos hablado de disminución de la carga, hemos dado por sentado que se produce de una forma uniforme, cuando en realidad el que la carga disminuya el 50 %, puede deberse a que el 50 % de las válvulas se han cerrado completamente, mientras que el otro 50 % permanecen totalmente abiertas. En este caso, el caudal se ha reducido al 50 %, pero puede haber circuitos abiertos que requieran la máxima altura manométrica y que por tanto, al reducirla, sean incapaces de entregar la potencia que se les está demandando.
Para solventar este problema se pueden adoptar diferentes medidas, la más inmediata es trabajar con altura manométrica constante.

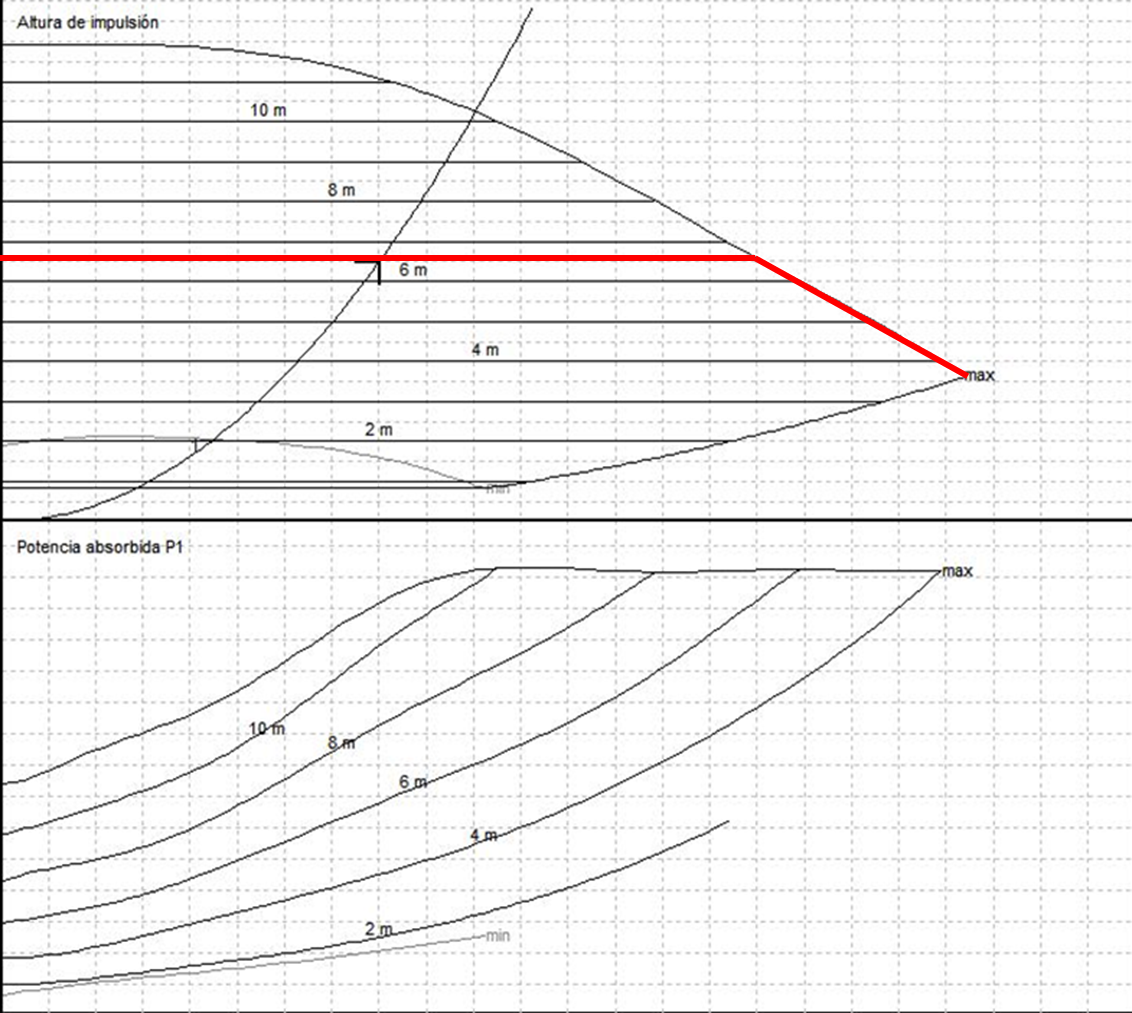
Bomba de caudal variable regulada a presión constante

Ese caso es el representado en la figura de la derecha, en el que la bomba disminuye el caudal pero no la altura manométrica. Evidentemente la disminución en el consumo es menor que en el caso anterior, pero mayor que con una bomba de caudal constante.
Con respecto a la reducción del consumo; en calefacción, la energía consumida por las bombas se incorpora al agua del circuito. No es, por tanto, energía perdida, sino, en todo caso, por ser eléctrica, energía de más calidad y más cara. En frío, por el contrario, la energía de las bombas calienta el agua y es en consecuencia, una carga más a disipar. La disminución de la potencia de bombeo, en este caso, es un factor a tener muy en cuenta en el diseño de la instalación.